# 埃里克·庄司
埃里克·庄司（英語：Erik Shoji；1989年8月24日—）是一位美國排球運動員。他現在效力於德國排球聯賽柏林RV排球俱樂部。他是一位日裔美國人。他也代表美國國家男子排球隊參賽。他首次代表美國國家隊參賽是在2013年。他的哥哥卡維卡·庄司也是美國國家排球隊的隊員。

## 外部連結
- TeamUSA.org上的選手資料
- Volleybox.net上的選手資料 （页面存档备份，存于）
- YouTube上的埃里克·庄司頻道